# Matsyasana

Matsyásana ( devanagari मत्स्यासन IAST matsyāsana) é um das posições do ioga. Usado normalmente como compensação das invertidas sobre os ombros.
Matsya quer dizer peixe, o nome faz a alusão a posicão das pernas em sua variação completa em padma que lembram a cauda de um peixe.

## Execução
Na sua variação mais simples, mantenha as pernas estendidas, quadris no solo e faça um arco com as costas apoiando o alto da cabeça no chão. Estendendo bem o pescoço e sem apoiar o peso sobre os cotovelos.
Na variação completa, faça o padmásana e então deite, apoiando o alto da cabeça no chão. Mantenha as pernas cruzadas e um arco com as costas.

## Outras compensações das invertidas sobre os ombros
- Viparíta Dhanurásana
- Chakrásana

## Galeria de variações
- Variação com as pernas em vajra.
- Variação com os pés elevados
- Variação com os braços estendidos.

## Outras invertidas sobre os ombros

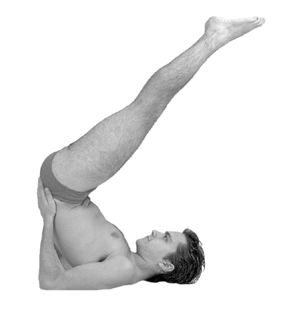
Sarvangásana Invertida Sobre os ombros
- Rája Halásana Invertida sobre os ombros
- Viparíta Karanyásana Invertida sobre os ombros.